# 森可成
森 可成（もり よしなり）は、戦国時代の武将。土岐氏、後に織田氏の家臣。美濃国金山城主。

## 家系
本姓は源氏。家系は清和源氏の一家系、河内源氏の棟梁・鎮守府将軍八幡太郎義家の7男・陸奥七郎義隆の子孫にあたる。森氏は義隆の3男・若槻頼隆の次男・森頼定に始まる（家伝の詳細は森氏の項を参照）。同じ織田氏家中には同族の毛利広盛がいる。
可成の家系は頼定の次男・森定氏の子孫が美濃に住んで代々土岐氏に仕えた。弟に可政、子に可隆、長可、蘭丸（成利、長定説も）、坊丸（長隆）、力丸（長氏）、忠政、娘（木下勝俊室）、娘（関成政室）など。
系譜
森判官代頼定－森二郎定氏－頼氏－光氏－氏清－頼俊－森左京亮頼師－頼長－森七郎右衛門尉頼継－可光－越後守可房－森越後守可秀－森越後守可行－森三左衛門可成－森武蔵守長可＝森左近衛中将忠政
しかし、この系譜は仮冒という説もある。

## 生涯
大永3年（1523年）、森可行の子として尾張国葉栗郡蓮台（現岐阜県羽島郡笠松町）に生まれた。
美濃国の守護大名である土岐氏に仕えた森氏は土岐氏に仕える事二百年といわれ、父の可行(もりよしゆき)は祖父・森可秀が享禄元年（1528年）に小谷城付近で討死したため家督を継いだ。
この頃の土岐氏は、斎藤道三が頭角を現していた頃である。
天文11年（1542年）、斎藤道三が土岐頼芸を追放すると、父・可行は密かに尾張国の織田信秀を訪ねては度々赴き誼を通じ、天文23年（1554年）までに子の森可成と共に、織田信秀の子・織田信長に仕えた。
可行は既に高齢だったためか、織田家の家臣になってからは森可成が家督を譲られたとされる。
一説には斎藤氏家臣の長井道利に仕えた後の仕官とも言われるが、『森家先代実録』では森与三（若き日の可成）は長井道利に嫌われていたと記録されている。
主家をかえてからは、信長の家督相続と尾張国統一に尽力し、弘治元年（1555年）の信長による清洲城攻めでは織田信友（広信）を討つ功績を挙げた。
弘治2年（1556年）４月に美濃国で政変が起こると、信長の舅にあたる道三を援助して、負け戦の中で負傷しながらも撤退に尽力した。
同年9月には信長とその弟・織田信行の家督争いである稲生の戦いにも参陣し信長軍の勝利に大いに貢献した。
永禄元年（1558年）の浮野の戦い、永禄3年（1560年）の今川義元との桶狭間の戦いなどにも参加した。
美濃攻略においても武功をあげ、斎藤勢のみならず、信濃から東美濃に侵攻してきた武田勢とも戦った。
永禄8年（1565年）には美濃金山城を与えられ、信長上洛の際には柴田勝家と共に先鋒を務め（勝竜寺城の戦いなど）、上洛後には近江宇佐山城を与えられた。
元亀元年（1570年）に6月に起こった姉川の戦いにも参戦。勢いにのって突撃してきた磯野員昌隊の進撃を阻止するなど活躍する。
同年9月、宇佐山城に在った可成は浅井長政・朝倉義景の連合軍出撃の知らせを受けて進軍を妨害する為に宇佐山城より出撃して坂本に陣取り街道を封鎖。9月16日に緒戦においては連合軍3万を1千の軍勢で撃退する（『信長公記』）。
しかし、9月19日に石山本願寺法主・顕如の要請を受けた延暦寺の僧兵も連合軍に加わり、9月20日にさらに数の膨らんだ連合軍の侵攻で先鋒の朝倉景鏡を押し返すなど健闘を見せるが、浅井対馬、玄蕃の2千に側面から攻撃を仕掛けられ、さらに朝倉中務、山崎吉家、阿波賀三郎の隊に加え浅井長政本隊もこれに加わったため信長の弟・織田信治、近江の国人・青地茂綱と共に討死した（宇佐山城の戦い）。
可成の最期については記録に次の様に書き残されている。「浅井長政、朝倉義景の大軍、短兵急に戦うによって、森可成、織田九郎防戦火花を散らし、九天九地の下を通り、終日合戦なり。浅井、朝倉新手を入れ替えて攻め戦うによって、織田九郎、森可成両将とも下坂本瀬戸在家にて討ち死になり」とある。享年48。
討ち死にしたものの坂本で数日間に渡って浅井・朝倉連合軍の行軍を妨害し近江に釘付けにした為、連合軍は信長の背後を突くことは出来なかった。宇佐山城も家臣の各務元正、肥田直勝などが奮戦、落城を免れた。後日、2人は信長から賞賛を賜った。

## 人物

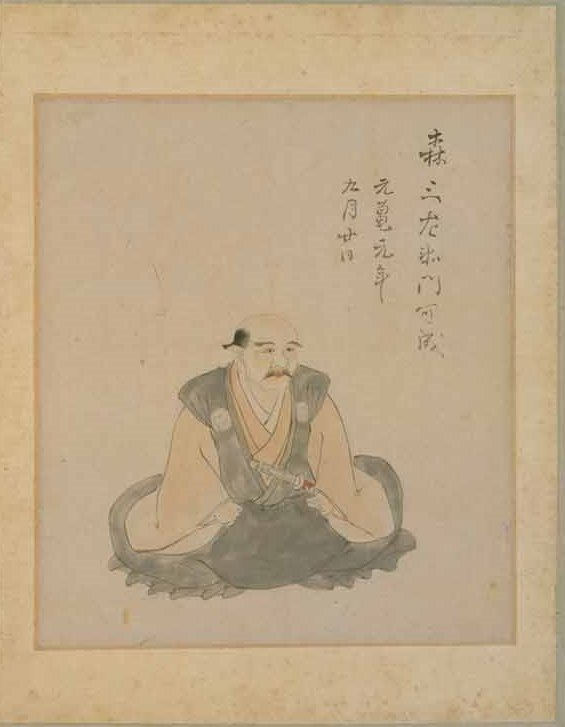
森三左衛門可成肖像（栗原信充画、江戸後期）

- 槍の名手で、関兼貞（大政所の父と言われる鍛冶屋）銘の十文字槍の使い手であった。武勇の誉れ高く「攻めの三左」という異名を誇った。
- 織田家においては柴田勝家より以前に信長に仕えた年長組で、坂井政尚や蜂屋頼隆ら美濃衆として活動した。信長は可成の死を深く悲しみ、直後に弔い合戦として浅井・朝倉軍に協力した比叡山延暦寺を焼き討ちすることになる原因の1つになったという。この比叡山焼き討ちにおいては、森家の遺族は幼少の子らが多くこの戦に加わっていないが、森家の血筋は祖先・源義隆が比叡山の僧兵の矢に倒れたという因縁があり、可成討死の要因をも作った比叡山とは積年の因縁で結びついていた。
- 戦で指が一本欠けており手足の指が合わせて19本であったため「十九」という蔑称で呼ばれる事もあったという。
- 可成戦死後、聖衆来迎寺の真雄住職はその死を哀れみ、比叡山とつながりの深い寺院であったにもかかわらず境内に可成を埋葬した。そのため、比叡山延暦寺焼き討ちの際に寺院や坂本の町は悉く焼き払われ、僧も虐殺されたが可成の眠る聖衆来迎寺だけは手出しをされなかった[3]。
- 武辺者として多くの武勇伝が伝わるが、信長の上洛後は京都周辺の寺社や堺の会合衆などに宛てて非常に多くの文書を発給しており、織田家の重臣として政務にも大きく関わっていた事が窺い知れる。
- 子宝に恵まれ、生まれた六男三女とも正室えいとの間の子供である[4]。愛妻家であったという。

## 年表

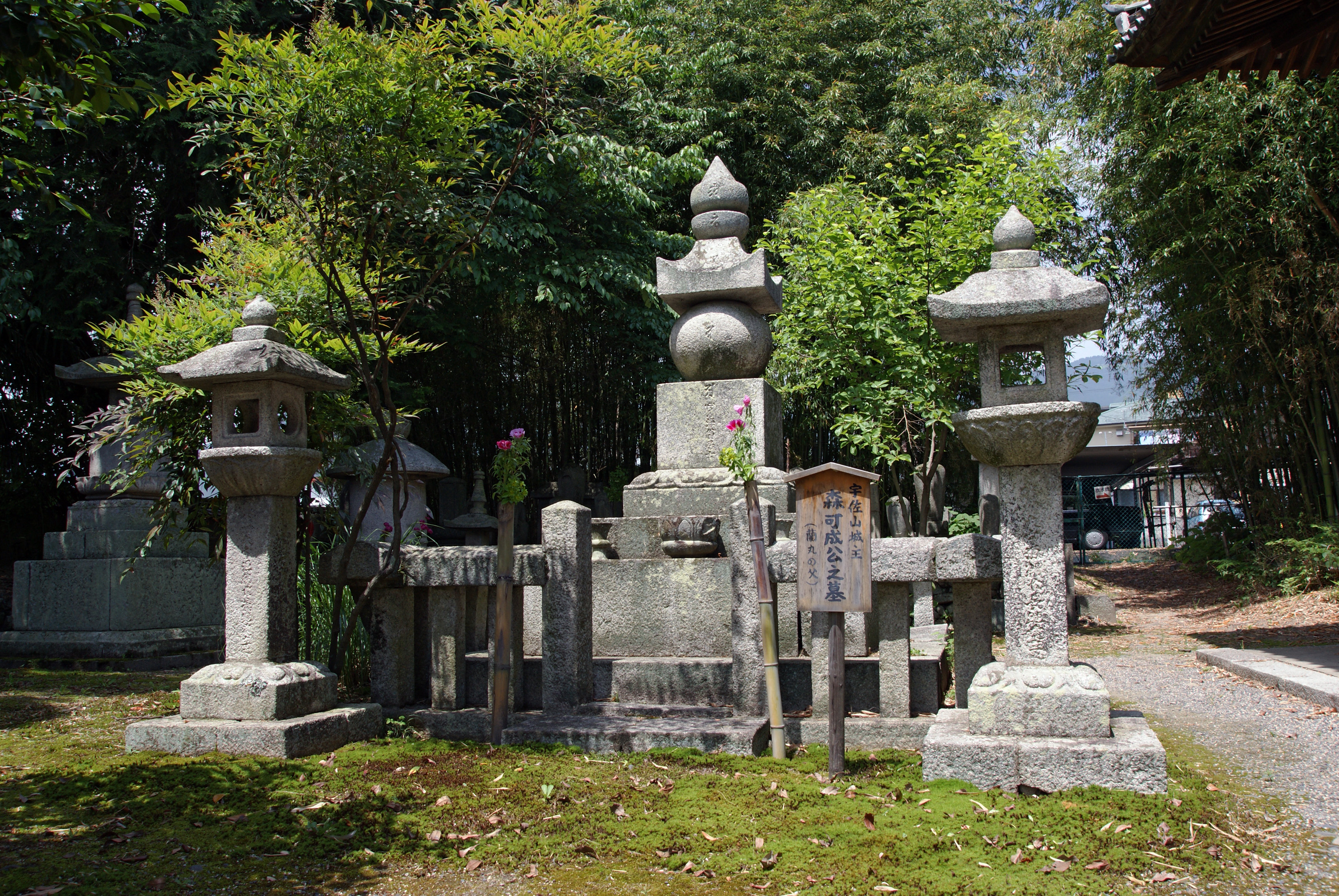
墓所（聖衆来迎寺）

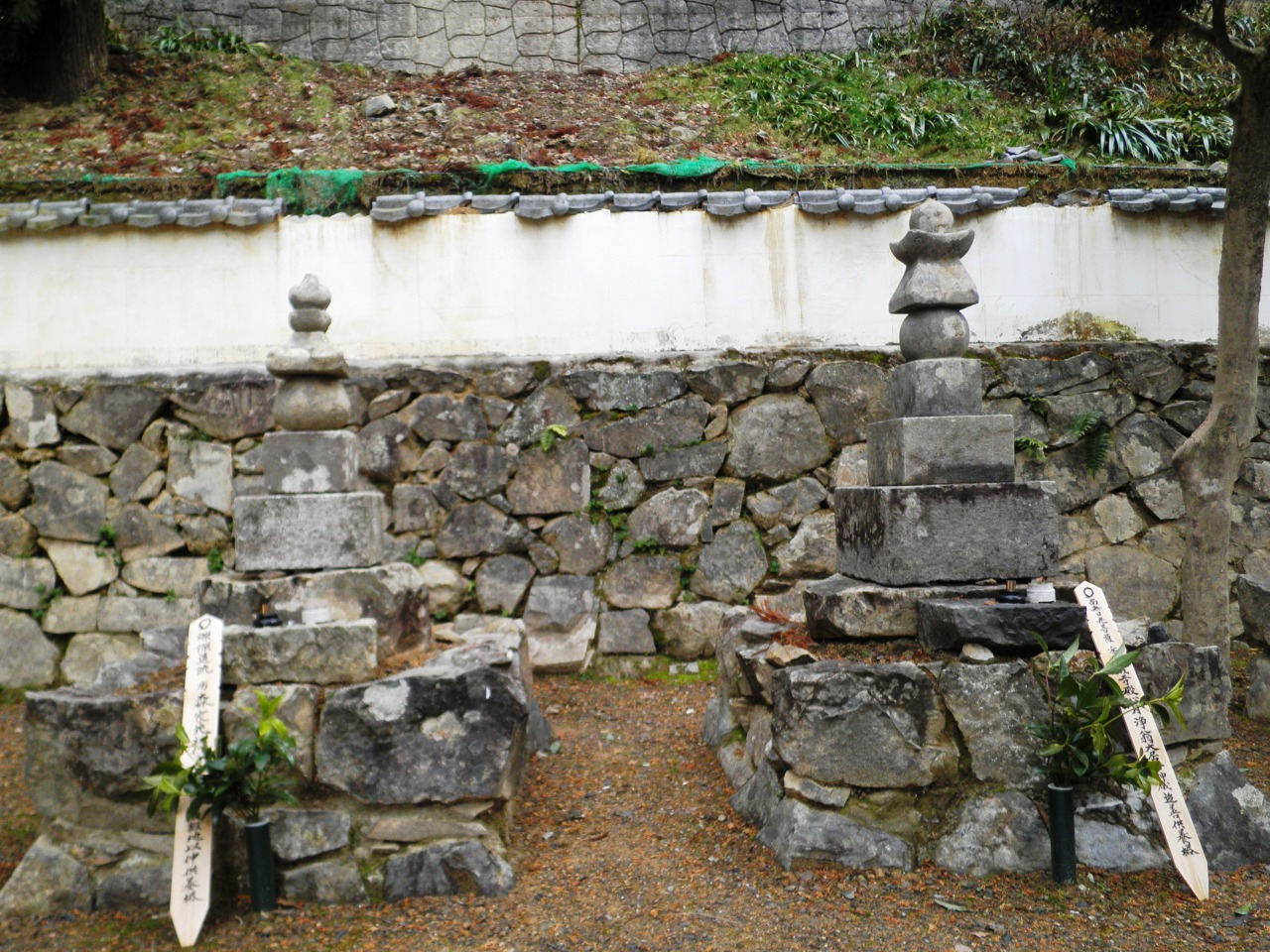
森可成（右）と長可（左）の墓
（岐阜県可児市可成寺）

- 天文24年（1555年）5月：前年に織田信長の主筋であった尾張下4郡守護代・織田信友が尾張守護・斯波義統を殺害したため、信友を謀反人として清洲城に攻める。可成はこの戦いにおいて信友を討ち取り、首級を挙げる。
- 弘治2年（1556年）
  - 4月：斎藤道三、義龍父子の内紛（長良川の戦い）において道三への援軍として参戦するも道三は敗死。退却中に斎藤方の千石又一と激しく渡り合い肘を負傷するも、撤退のための時間稼ぎをして無事織田軍を退却に導く。
  - 8月：織田家家老林秀貞、柴田勝家らが織田信行を奉じて信長に反旗、稲生の戦いで柴田軍が信長の本陣に迫った時には、信長の前に織田勝左衛門・織田信房・森可成と鑓持ちの中間40人ばかりしかいないという危機に立たされた。しかし森可成は織田信房と共に前線に立って戦い、清洲衆の土田の大原という武将を返り討ちにするなど奮戦し信長の危機を救った。
- 永禄元年（1558年）7月：尾張上4郡守護代で岩倉城主織田信安と対峙、浮野の戦いにおいて先陣を務める。劣勢であったが、死闘の末、可成ら信長方奮戦により勝利を導く。
- 永禄3年（1560年）
  - 5月：桶狭間の戦いで今川方の四宮左近を討ち取る。この戦いにて、織田から今川に転じた山口教継、戸部政直の名を語らい、両名が織田に内通していると流言飛語の策を弄し、両名が今川義元の手討ちとなり、敵方の切り崩しに成功。
  - 8月：織田軍、西美濃へと侵攻し長井衛安、丸毛兵庫ら1000の兵と戦闘。可成、柴田勝家らは横鑓を入れて長井軍を崩す。
- 永禄4年（1561年）5月：織田軍、再び西美濃へ侵攻。長井衛安、日比野景直ら6000の兵に対して織田軍1500は森部に布陣。数の上では不利であったが足場の悪い泥地へと踏み込んだ長井軍に総攻撃を加え長井衛安、日比野景直両名を討ち取る（森部の戦い）。可成は柴田勝家と共に前面に出て奮闘したという。
- 永禄7年（1564年）夏：織田軍、美濃に攻め入り、岸信周の堂洞城を攻め、陥落。斎藤龍興・長井道利の追撃を破った。恩賞として美濃烏峰城主に封じられる（改築の上、金山城に改名）。
- 永禄10年（1567年）：可成によって、かねて内応を打診していた西美濃三人衆（安藤守就、稲葉良通、氏家直元）が織田家に転じる。
- 永禄11年（1568年）：室町幕府第14代将軍足利義栄を旗頭とする三好三人衆の謀叛（永禄の変）に倒れた第13代将軍足利義輝の弟・足利義昭が信長を頼って美濃を訪れてきた為、織田家は義昭を新将軍に推戴するため、義昭を奉じ上洛の途につく。
  - 9月11日：織田軍は義昭方への協力を拒否した六角義賢の拠点、近江箕作城を攻める（観音寺城の戦い）。可成は竹邊源八等と共に先陣を務め、六角氏を下して9月26日に上洛を果たす。上洛後すぐに足利義栄を奉じる三好三人衆方の山城勝竜寺城を攻め、城主岩成友通を降参させた。また摂津芥川山城・小清水城・池田城等の諸城も落とす。
- 元亀元年（1570年）
  - 4月25日：朝倉義景を攻めるため、朝倉氏の支配する越前天筒山城を攻めに加わる。翌日、陥落。次いで金ヶ崎城、疋田城を落とす。その後、信長の義弟浅井長政が信長に離反し敵対の姿勢を見せる。織田軍は撤退を余儀なくされ、可成は朽木谷の朽木元綱に対し織田家主従の京都帰還への協力を依頼する。
  - 6月26日：姉川の戦い。織田・徳川連合軍と浅井・朝倉連合軍が衝突。可成は第5陣に附属し出陣。
  - 9月：摂津で織田軍と三好三人衆との対峙の最中に石山本願寺が蜂起（野田・福島の戦い）。織田軍は鎮圧の途につくも、背後から浅井・朝倉連合軍が挙兵。可成は宇佐山城守備を命ぜられ奮戦。9月16日の緒戦において勝利し、9月20日の戦では朝倉景鏡隊を追い返し、同じく朝倉方の山崎吉家隊、阿波賀小三郎隊、浅井方の浅井玄蕃允隊、浅井長政旗本らと交戦。この合戦の最中に討ち死。

## 関連作品

### 小説
- 下天は夢か（津本陽、日本経済新聞、1986年 - 1989年）
- 戦国小町苦労譚（夾竹桃、アース・スター エンターテイメント、2013年 - ）

### 漫画
- 信長の忍び（重野なおき、ヤングアニマル、2008年 - ）
- 信長のシェフ（原作：西村ミツル、作画：梶川卓郎、週刊漫画TIMES、2011年 - 2024年）
- 戦国小町苦労譚（原作：夾竹桃、作画：沢田一、コミック アース・スター、2017年 - ）
- 信長協奏曲